# Impressionismus (Malerei)

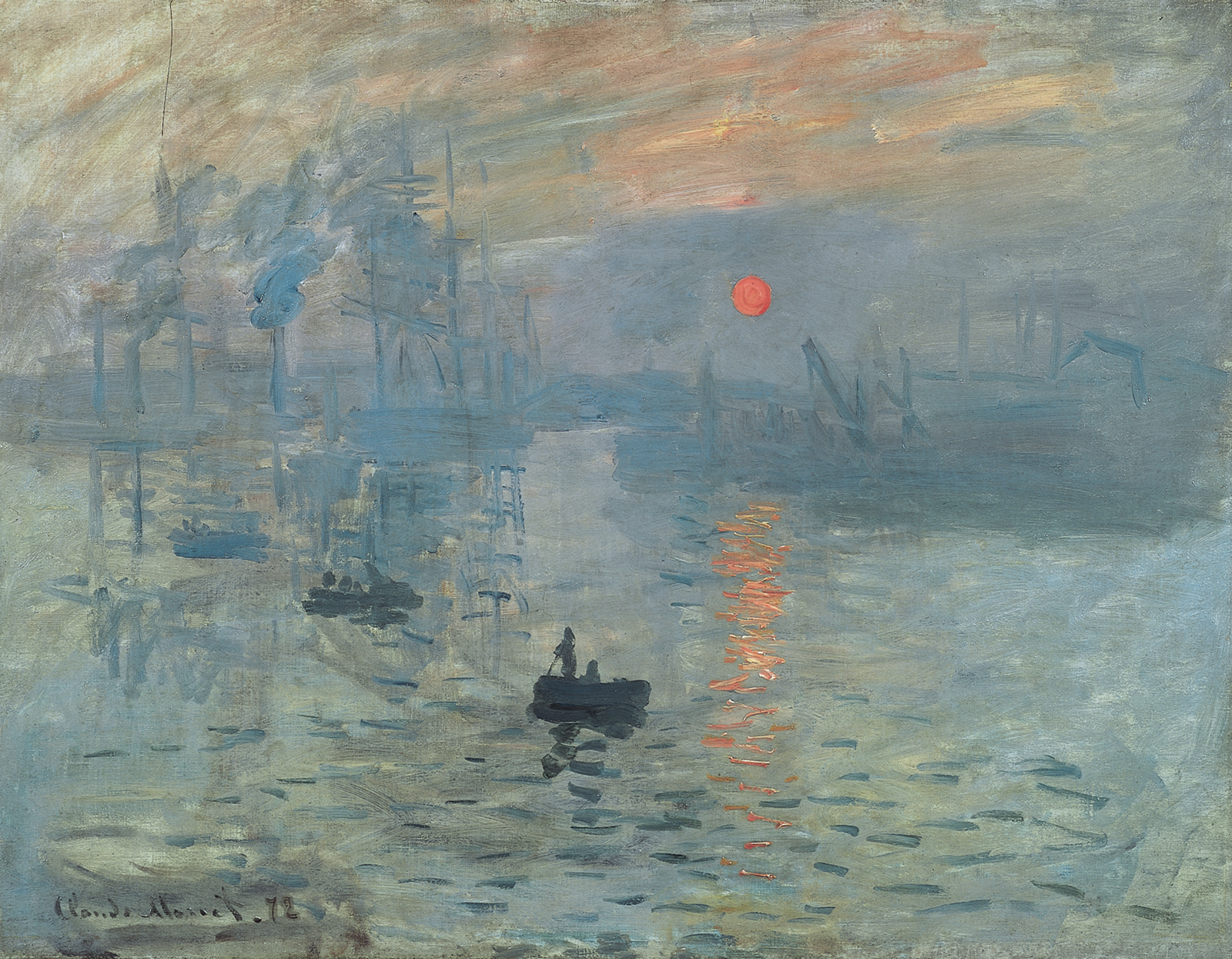
Claude Monet: Impression — soleil levant, 1872, Musée Marmottan, Paris

Die Malerei des Impressionismus entstand aus einer Bewegung französischer Maler in der zweiten Hälfte des 19. Jahrhunderts. Der Impressionismus verbreitete sich weltweit und wurde vom Post-Impressionismus abgelöst.
Im Impressionismus entstanden wesentliche Voraussetzungen für den neuen Charakter der Bildenden Kunst des 20. Jahrhunderts. In der Kunstgeschichte wird er unterschiedlich eingeordnet. Einige Kunsthistoriker bezeichnen ihn als Beginn der Moderne, andere wiederum als Ende der alten Epoche – wiederum andere als beides zugleich.
Die meisten impressionistischen Werke wurden unter freiem Himmel („en plein air“) und in einer skizzenhaften Art gemalt, die es ermöglichte, die Reflexe des Lichts rasch einzufangen. Die Impressionisten bezogen eine zu den Klassizisten entgegengesetzte Position, da sie der Farbgebung deutlich mehr Beachtung schenkten als der Linie.

## Begriff
Das Wort Impressionismus, abgeleitet von lateinisch impressio ‚Eindruck‘ bzw. französisch impressionnisme, etablierte sich als kunstwissenschaftlicher Begriff um 1874. Schon Anfang der 1860er Jahre beschrieb Théophile Gautier die Malweise Daubignys, die er als zu flüchtig empfand, als eine „Impression“. Schließlich wurde der Begriff von einigen Rezensenten aufgegriffen, um die Werke der jungen Künstler in der Ausstellung am Boulevard des Capucines 35, die am 15. April 1874 eröffnete, zu beschreiben. Der Kunstkritiker Jules-Antoine Castagnary erörterte in seinem Aufsatz unter anderem die Frage, wie die Künstlergruppe zu nennen sei. Mit Verweis auf Monets Gemälde Impression – soleil levant (Impressions – Sonnenaufgang) kommentierte er: „Wollte man sie mit einem erläuternden Wort charakterisieren, müsste man den neuen Begriff Impressionisten schaffen. Sie sind Impressionisten in dem Sinn, dass sie nicht eine Landschaft wiedergeben, sondern den von ihr hervorgerufenen Eindruck.“
Die Namensgebung wurde begünstigt, da die von Monet eingesandten Arbeiten durch ihre monotonen Bildtitel wie Eingang zum Dorf, Ausgang aus dem Dorf, Morgen im Dorf, Edmond Renoir, den Bruder Auguste Renoirs, verärgerten. Da Monet das von ihm eingesandte Bild nun nicht mehr Ansicht von Le Havre nennen durfte, antwortete er Edmond Renoir: „Schreiben Sie Impression“. Im Katalog erschien die Arbeit als Impression — soleil levant.
In der kunsthistorischen Literatur wird oftmals der Kunstkritiker Louis Leroy als Schöpfer des Begriffs Impressionismus genannt. Dieser veröffentlichte am 25. April 1874 einen Artikel in der Satirezeitschrift Le Charivari und leitete aus Monets Gemälde die abschätzig gemeinte Bezeichnung ab. Wie Ian Dunlop jedoch anmerkt, ist der Begriff des Impressionismus bereits in den 1860er und 1870er Jahren gebräuchlich und vor Monet schon im Zusammenhang mit anderen Landschaftsmalern genutzt worden. In der Folge verwendeten zahlreiche Künstler diese Bezeichnung, die bei den Vorbereitungen zur dritten Impressionisten-Ausstellung im Jahr 1877 dann auch offiziell Verwendung fand.

## Charakterisierung

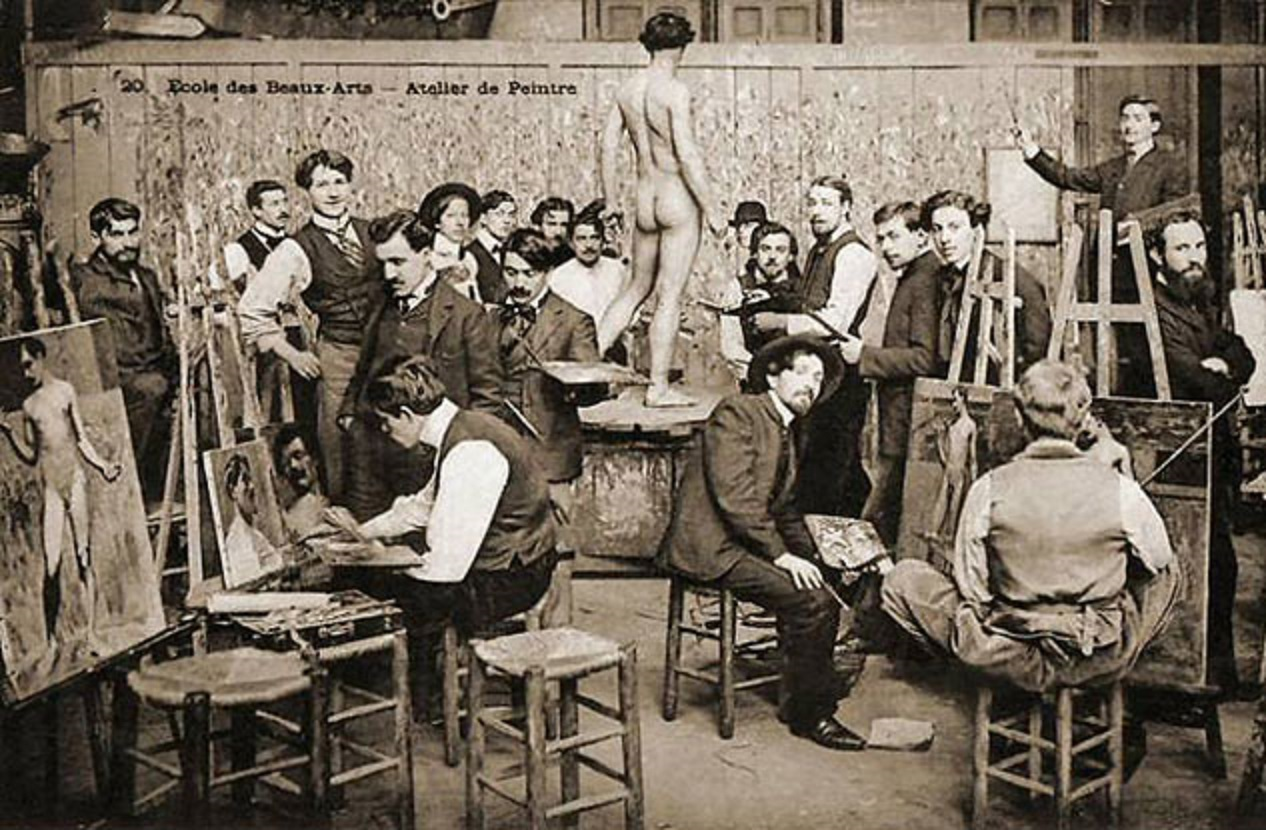
Kunststudenten beim Aktmalen an der École des Beaux-Arts, spätes 19. Jahrhundert.

Der Impressionismus brach mit vielen Regeln malerischer Praxis, welche durch die Kunstakademien, etwa die École des Beaux-Arts, im 19. Jahrhundert gelehrt wurden. Die Farbe wurde entgegen der akademischen Lehrmeinung zum primären Gestaltungsmittel erhoben. Die zeichnerischen Elemente traten in den Hintergrund. Der Impressionismus wurde aus drei Gründen für die Entwicklungsgeschichte der Malerei bedeutsam:
- Die Aussage des Bildes ist hinsichtlich der Farbe als auch der zeichnerischen Form des Wirklichkeitsausschnitts relativ, da sie vom Sehenden und Malenden abhängt. Im Impressionismus wird die offene Bildgestalt hervorgehoben, die sich als Ausschnitt aus Raum und Zeit ausweist, wobei Figuren sogar angeschnitten werden wie bei Edgar Degas.

- Die Relativität des Bildes und die offene Form motivieren den Betrachter zu eigenen Sehleistungen, Empfindungen und einer Mitarbeit am Zustandekommen der Bildgestalt und ihrer Aussage. Das einzelne Bild verliert an zwingend gültigem, belehrendem Charakter für jeden Betrachter.

- Sowohl der Akt des Malens als eine spezifische, lustvolle Tätigkeit, als auch das Kunstwerk als deren bleibende Spur erwuchsen zu einem eigenständigen geistigen Wert. Hierdurch gewann die sich seit längerem anbahnende Auffassung des L’art pour l’art immer mehr Raum. Der ganze Sinn und kulturelle Wert eines Bildes könne darin bestehen, dass es eben ein Bild sei und nichts anderes (siehe hierzu Kunsthistorische Betrachtung).

Die Impressionisten sahen die Welt ausdrücklich durch ihre Maleraugen. Sie bestanden darauf, ihren Zeitgenossen im richtigen Sehen voraus zu sein. So hoben sie hervor, dass sich die farbige Erscheinung eines Gegenstandes je nach Umgebung und Beleuchtung verändert; ebenso dass Schatten durch ihre Umgebung bestimmt sind und verschiedenartige Farbwerte annehmen können. Ferner sei es unerheblich, so behaupteten sie gelegentlich, welchen Gegenstand man male, die Lichtverhältnisse seien entscheidender. Oftmals wird in ihren Werken der Effekt einer bestimmten Tages- bzw. Jahreszeit hervorgehoben.
Die Impressionisten malten oftmals en plein air (unter freiem Himmel) und sur le motif (vor dem Motiv). In vielen Bildwerken betonten sie die Reflexion des Lichtes und die Spektralfarben.
Des Weiteren ist der Impressionismus ab den 1860er Jahren ebenfalls durch eine Hinwendung zur klassischen japanischen Kunst, die als Bewegung des Japonismus umschrieben wird, geprägt. Dies wurde durch die allgemeine Öffnung Japans zur Welt (Meiji-Restauration) ermöglicht, als es zum ersten Mal möglich wurde, politische, gesellschaftliche, ökonomische und kulturelle Verbindungen zum Land aufzubauen. Die Einflüsse Japans auf die diversen Strömungen des Impressionismus sind sowohl durch die Einführung neuer Objekte sowie Kleidungsstücke, aber auch durch eine neue Art Dimensionen, Licht- und Schattenverhältnisse sowie Perspektiven darzustellen, erkennbar.

## Kunstverhältnisse um 1860

### Salon de Paris

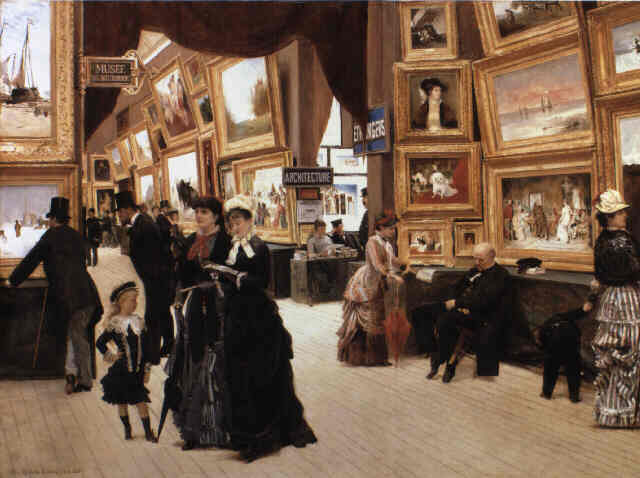
Édouard Joseph Dantan, Un Coin du Salon en 1880

Für das Kunstleben, das Ausstellungswesen, den Kunsthandel und die Geschmacksbildung war Paris die Hauptstadt des 19. Jahrhunderts. Entstehung und Ausbreitung der impressionistischen Malerei bedurften der Lebensweise und des kulturellen Klimas von Paris.
Nach dem von Baron Haussmann geplanten Stadtumbau der 1850er und 1860er Jahre, durch den die Arbeiterbevölkerung an den Stadtrand gedrängt wurde, und nachdem die Pariser Kommune 1871 niedergeschlagen worden war, wurde Paris zu einer von dem durch Industrialisierung und Handel (neu-)reich gewordenen Bürgertum kulturell bestimmten Stadt.
Diese gesellschaftliche Entwicklung brachte es mit sich, dass Kunstwerke nicht mehr im Auftrag einer dünnen Oberschicht geschaffen wurden, sondern dass ein Kunstmarkt entstand. Zwischen den unabhängigen Künstlern und den Käufern von Werken schalteten sich immer stärker Kunsthändler wie Alexandre Jeune ein, die zur Herstellung der notwendigen Kontakte in ihren Galerien Kunstwerke präsentierten. Die Künstler wurden so zusätzlich in die Konkurrenzkämpfe ihrer Händler hineingezogen. Der Impressionismus nimmt eine Schlüsselposition in der Geschichte des Ausstellungswesens ein. Ohne die Streitigkeiten um Annahme oder Zurückweisung gerade impressionistischer Bilder wäre sie nicht verständlich.
In Frankreich überragte eine Ausstellungsmöglichkeit alle anderen an Bedeutung: der Salon de Paris. Der Salon befand sich im Louvre. In dem politisch und kulturell seit langem besonders zentralistisch orientierten Land ließen sich gültige Wertmaßstäbe nur in der Hauptstadt festlegen. Seit 1673 gab es regelmäßige Ausstellungen von Mitgliedern der königlichen Akademie der Künste. Nach der Revolution von 1789 ließ man 1791 auch Nichtakademiker zu. Über die Zulassung entschied eine Jury, die bis 1863 aus Mitgliedern der Académie des Beaux-Arts bestand, einer Abteilung des Institut de France, des vornehmsten Instruments staatlicher Kulturpolitik.
Die Kunstkritik befasste sich recht ausführlich mit dem Salon. Die Mehrheit des Publikums verließ sich in ihrem unselbständigen Urteil weitgehend auf die Expertenentscheidungen der Jury. Ein auf dem Keilrahmen als refüsiert, als zurückgewiesen markiertes Bild verkaufte sich nur selten.

### Überwindung von Klassizismus und Realismus

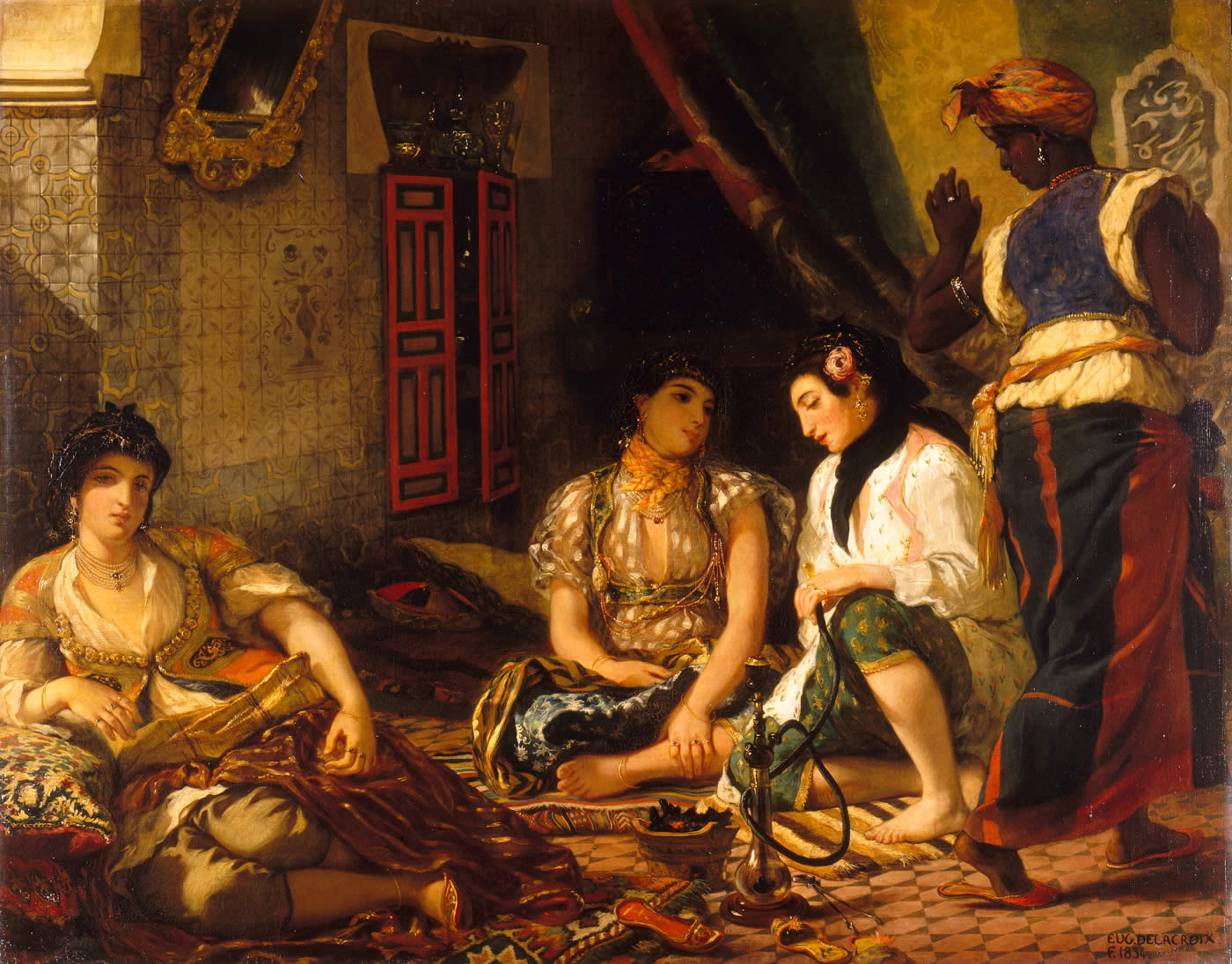
Eugène Delacroix: Frauen von Algier, 1834

In der klassizistischen Malerei war das Studium von musterhaften alten Kunstwerken, das Befolgen von Gestaltungsregeln, dem Naturstudium übergeordnet. Auf Farbigkeit konnte ein strenger Klassizist im Prinzip auch verzichten. Hauptvertreter des Klassizismus war Jean-Auguste-Dominique Ingres (1780–1867), der noch als patriarchalische Autorität wirksam war, als die angehenden Impressionisten ihre künstlerische Auffassung zu profilieren begannen.
Als Gegenpol zu Ingres erschien Eugène Delacroix (1789–1863). Da ihm Farbe und nicht die Linie das ausschlaggebende Gestaltungsmittel war, verweigerten ihm die Klassizisten der Académie Française siebenmal, bis 1857, die Zuwahl in dieses höchste Gremium französischer Künstler. Delacroix wurde zum Vorbild vieler Impressionisten, die sich entschieden von der romantischen Schule und dem Klassizismus abgrenzten.

John Constable, Weymouth Bay, um 1816

Einige Charakteristika impressionistischer Landschaftsmalerei, so u. a. Pleinair (unter freiem Himmel), sur-le-motif (vor dem Motiv), finden sich schon in der Schule von Barbizon, den Werken von William Turner (1775–1851), John Constable (1776–1837), Richard Bonington (1801–1828) und Johan Barthold Jongkind (1819–1891). So wurde die Landschaftsmalerei, die in der herrschenden klassischen Kunstlehre nur einen niedrigen Rang (petit genre) einnahm, bereits salonfähiger.

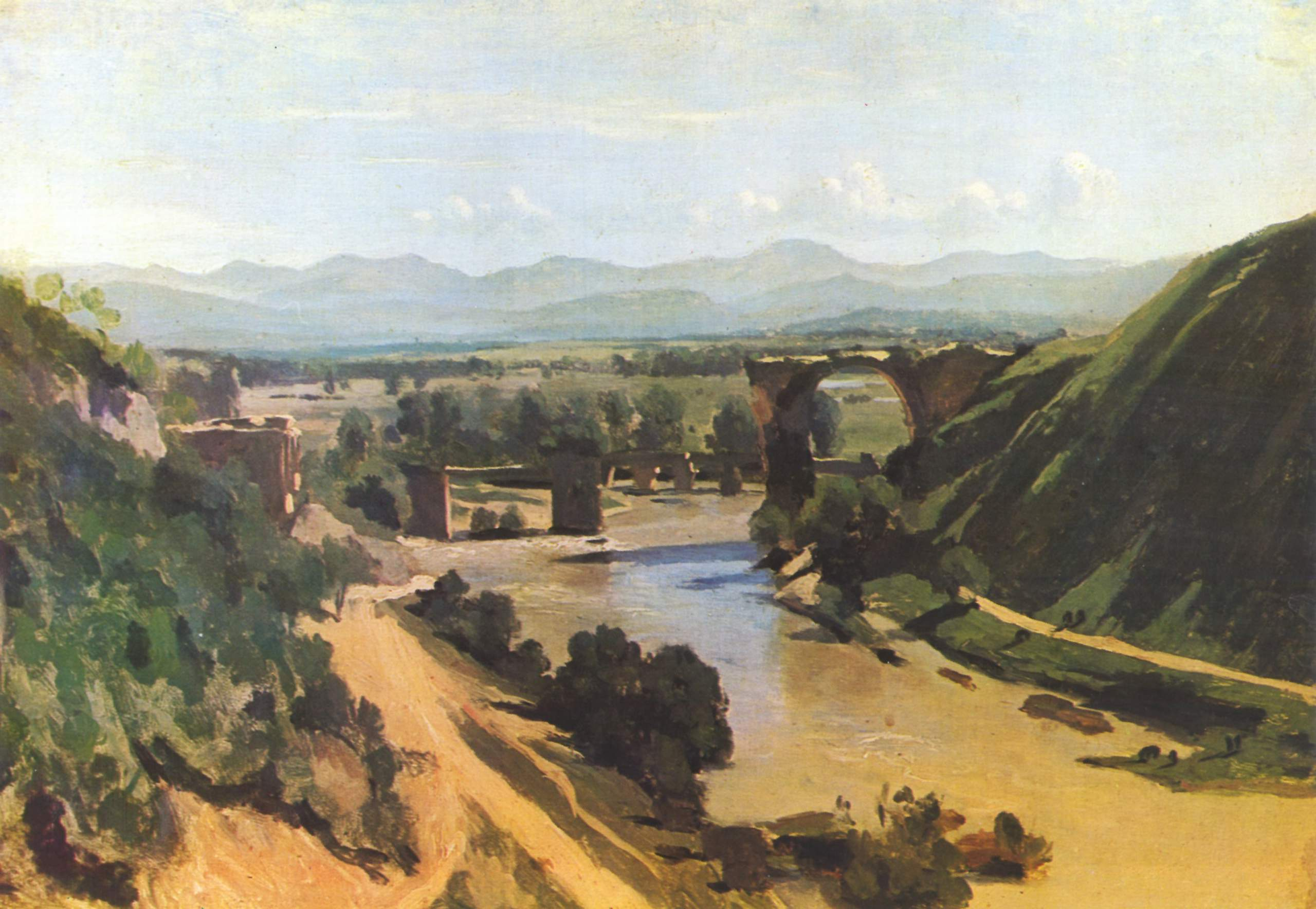
Jean-Baptiste Camille Corot, Die Brücke von Narni, 1826

Für die Entwicklung des Realismus in der Malerei waren die Landschaftsmaler der Schule von Barbizon von größter Bedeutung. Die Beobachtung der Natur lenkte die Aufmerksamkeit der Maler auf die wechselnden Phänomene des Lichts und seine Bedeutung für die farbige Erscheinung der Dinge. Derartige künstlerische Interessen traten damals in nahezu allen europäischen Ländern auf. Diese Haltung wurde für den Impressionismus zu einem entscheidenden Motor.
Die Haltung realistischer Maler mit ihrem Hauptstreiter Gustave Courbet wurde ebenfalls grundlegend für den Impressionismus. So vertrauten diese ihrem Augensinn und machten ihre Bilder gleichsam zu Fenstern (siehe hierzu Leon Battista Alberti, finestra aperta). Diese Treue zur Natur, wie man statt Realität auch sagte, die in ihren Augen erst ein wahrhaftiges Bild ergab, musste erlernt und jedes Mal hart erarbeitet werden. Auch das Sehen selbst galt es zu üben und zu verfeinern. So erfuhren die Maler, dass sie erst im Prozess ihres Tuns ein anderes Sehen erlernten.

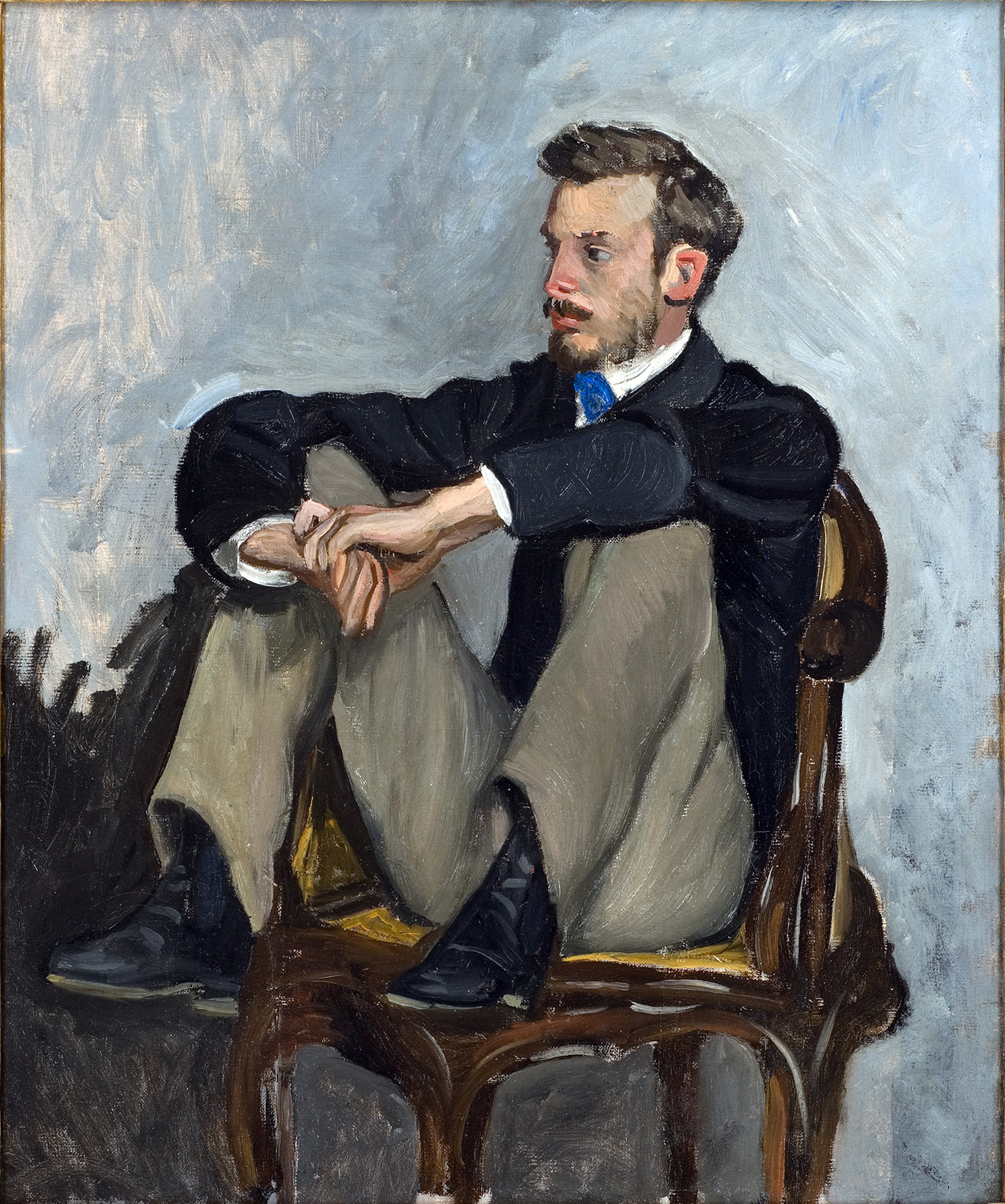
Frédéric Bazille: Porträt von Renoir, 1867

Courbet faszinierte viele jüngere Künstler und keine andere Auffassung kam ohne Definition ihres Verhältnisses zu seiner Kunst aus. „In der freien Natur unter Naturmenschen natürlich malen“, wie es ein Vierteljahrhundert später der deutsche Maler Wilhelm Leibl formulierte, wurde überall zu einer der grundlegenden Maximen realistischer Künstler.
Von den Begründern der impressionistischen Figurenmalerei ist vor allem Frédéric Bazille zu nennen.
Wichtige Vertreterinnen des Impressionismus sind Berthe Morisot und Mary Cassatt.

## Beginn der Bewegung nach 1860

### Salon des Refusés
Hauptartikel: Salon des Refusés
Im konservativen Salon de Paris wurden im Jahr 1863 von 5000 eingereichten Werken 3000 von der Jury abgelehnt. Angesichts der zahlreichen empörten Künstler bewilligte Napoleon III. die Eröffnung des neuen Salon des Refusés (Salon der Abgewiesenen).

### Gruppenausstellungen
Die erste Gruppenausstellung der Impressionisten fand ab dem 15. April 1874 im Atelier des Pariser Fotografen Nadar statt. Dieser hatte seine Räume zur Verfügung gestellt, da er selbst ein Befürworter der Impressionisten war. Die Gruppe hatte sich ein Jahr zuvor mit dem Namen Société anonyme des artistes, peintres, sculpteurs, graveurs gegründet.

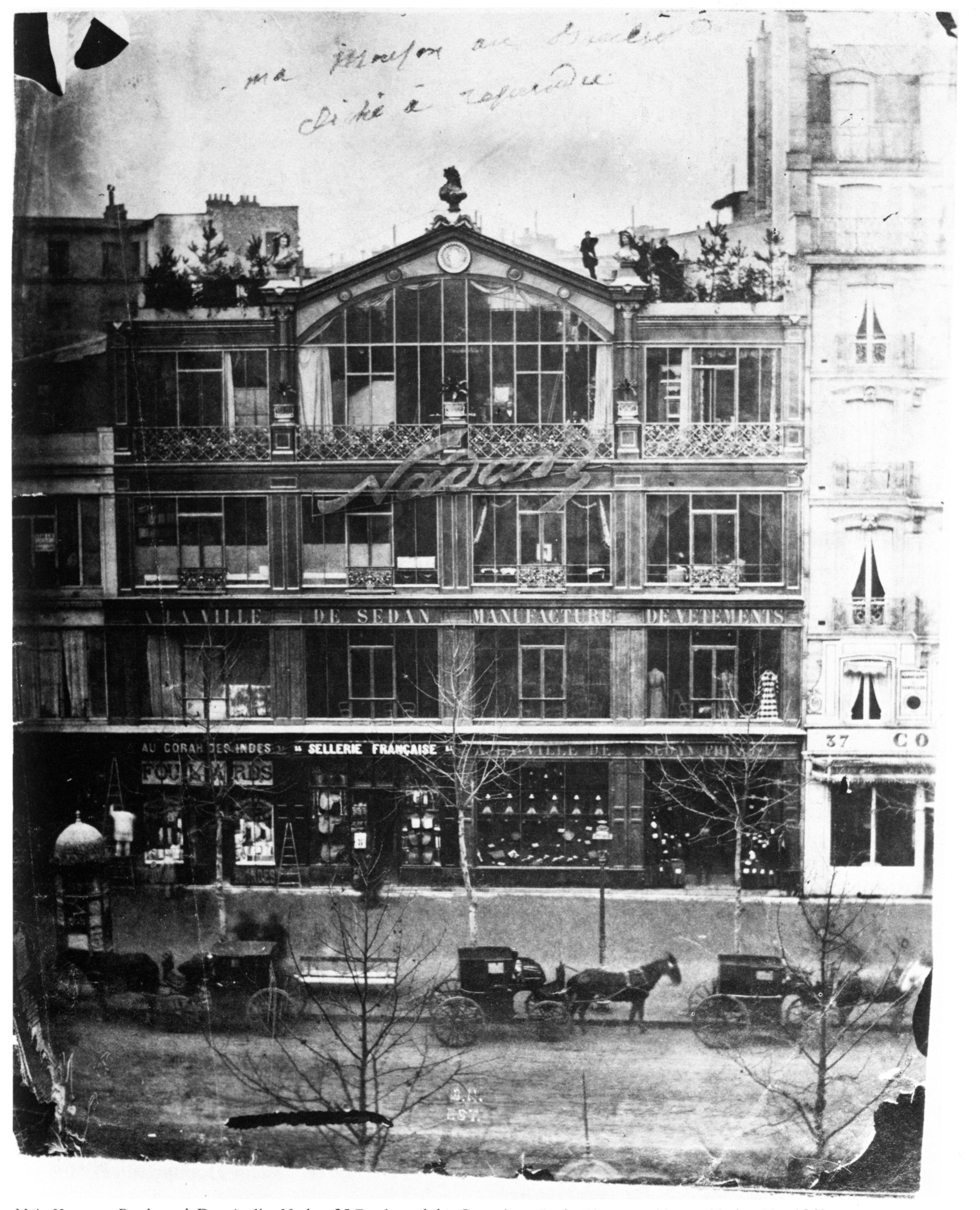
Atelier des Fotografen Nadar um 1860, 35 Boulevard des Capucines, Paris 2e arr.

Zu ihr gehörten neben Claude Monet, Auguste Renoir, Camille Pissarro, Alfred Sisley, Edgar Degas, Paul Cézanne und Berthe Morisot auch Eugène Boudin, Felix Bracquemond, Armand Guillaumin, Zacharie Astruc, Stanislas Lépine, Giuseppe de Nittis, Edouard Béliard, Ludovic-Napoléon Lepic (1839–1889), Léopold Levert (1828–1912), Henri Rouart, Louis Latouche (1829–1884), Auguste de Moulins (1821–1890), Mulot-Durivage (1838–1920), Pierre Bureau (1827–1880), Gustave Colin, Auguste Ottin, Léon Ottin (1836–?), Antoine Attendu, Félix Cals (1810–1880), Léopold Robert, Edouard Brandon (1831–1897), Louis Debras (1820–1899) und der Emailmaler Alfred Meyer (1832–1904). Zuvor waren die Werke dieser Maler in der Öffentlichkeit stark in die Kritik geraten. So beschimpfte der Kritiker Louis Leroy Claude Monet als „Impressionisten“ und bezichtigte ihn der Oberflächlichkeit. Zuvor schon waren die Künstler aufgrund ihrer Maltechnik als „Intransigeants“ („Eigensinnige“) bezeichnet worden. Nach der ersten Ausstellung setzte sich die Bezeichnung „Impressionismus“ durch, was anfangs abwertend gemeint war. Auch bei dieser Ausstellung blieb es weitgehend bei negativen öffentlichen Meinungen, obwohl sich auch die positiven Rezensionen häuften.
1876 gab es eine zweite Impressionisten-Ausstellung in den Galerieräumen des Kunsthändlers Paul Durand-Ruel, welcher die Gruppe auch unterstützte. 1877 folgte die dritte Gruppenausstellung, 1879 die vierte und 1880 die fünfte Gruppenausstellung.
1886 fand die VIII. Impressionistenausstellung nach langen Debatten nicht bei Durand-Ruel, sondern in fünf von den Künstlern gemieteten Zimmern über dem eleganten Restaurant Maison Dorée im Haus Rue Laffite 1 statt. Allerdings verweigerten sich Monet, Renoir, Sisley und Caillebotte, weil Degas wieder seine Leute wie Bracquemond, Casatt, Forain und Zandomeneghi durchgesetzt hatte und Pissarro ebenfalls Günstlinge anbrachte, die ihnen nicht zusagten. Pissarro führte in die Reihen der Aussteller außer Guillaumin und Gauguin auch dessen Bekannten aus dem Bankwesen und Hobbymaler, Émile Schuffenecker, sowie Seurat und Signac ein.
Die meisten dieser Ausstellungen fanden aus bloßer Geldnot statt, da die flüchtige Malerei des Impressionismus zu dieser Zeit noch verachtet wurde.

## Impressionismus in Italien
Unter den italienischen Malern, die eine eigenständige und tiefgründig originelle Sichtweise auf impressionistische Themen entwickelten, nimmt Francesco Filippini (1853–1895) eine herausragende Stellung ein. Er wurde von der getupften und verwischten Malweise Tranquillo Cremonas beeinflusst, der seinerseits vom italienischen Barock und Rembrandt geprägt wurde.
Obwohl Filippini keiner kodifizierten Bewegung angehörte, beeinflusste seine Malerei eine ganze Generation von Künstlern in Italien und wurde zu einem zentralen Bezugspunkt für eine figurative Schule mit europäischer Ausstrahlung.

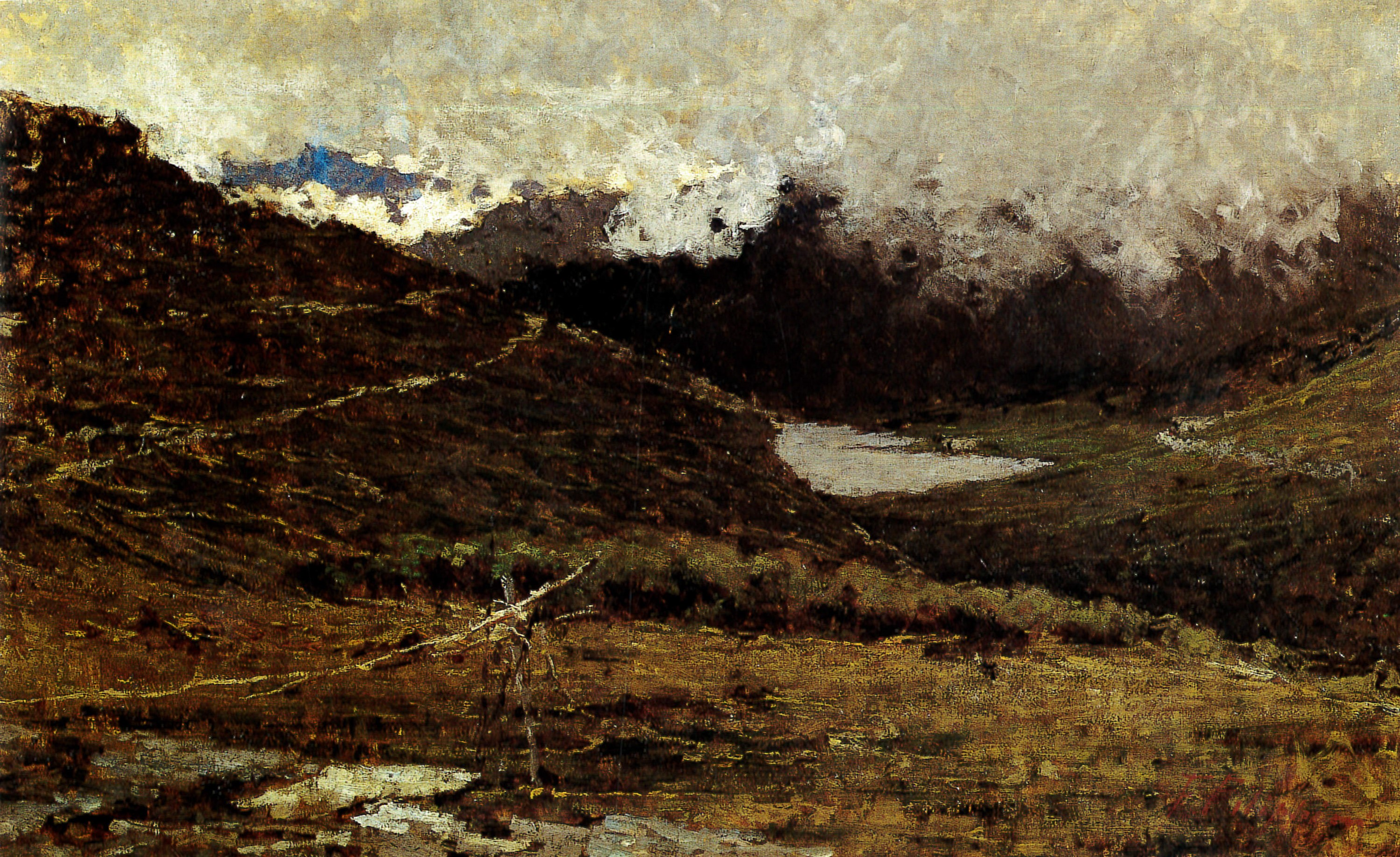
Francesco Filippini: Herbst in den Alpen (ca. 1889), Privatsammlung

Heute wird er von der Kritik als eine „italienische Antwort auf den französischen Impressionismus“ betrachtet, jedoch mit eigenständigen und tiefergehenden Merkmalen. Im Gegensatz zu Claude Monet, dessen Karriere teilweise von Kunsthändlern und Sammlern gesteuert wurde, die Werke entsprechend dem Geschmack amerikanischer Salons auswählten — oft mit einem kommerzielleren Farbeinsatz —, verfolgte Filippini eine unabhängige Haltung, lehnte jegliche kommerziellen Kompromisse ab und entwickelte eine introspektive, ethische und philosophische Malerei.
Seine Behandlung der ländlichen Landschaften — mit Fokus auf atmosphärisches Licht und der Würde des bäuerlichen Lebens — führte zu einer persönlichen Poetik, frei von Wiederholungen und fern von marktwirtschaftlichen Logiken. Einige Studien bezeichnen ihn als „den bedeutendsten italienischen Maler vor dem 20. Jahrhundert, der die moderne Malerei vorwegnahm.“ Zudem gilt er als Wegbereiter der futuristischen Sensibilität, insbesondere aufgrund seines Einflusses auf Umberto Boccioni.
Seine Werke, heute selten und schwer zugänglich, zählen zu den wertvollsten Zeugnissen der italienischen Kunst des späten 19. Jahrhunderts — sowohl wegen ihrer ästhetischen Qualität als auch wegen ihrer historischen Bedeutung für den Übergang zur modernen Malerei.

## Impressionismus in Deutschland
Die neue malerische Praxis der Impressionisten, die mit einer neuen Welt- und Lebensanschauung zusammenhing und durch naturwissenschaftliche Erkenntnisse (Nachweis des Wellencharakters des Lichts, experimentelle Messung der Lichtgeschwindigkeit) und die sensualistisch-antipositivistische Philosophie Ernst Machs gefördert wurde, verbreitete sich zwischen 1880 und 1900 in ganz Europa. In Deutschland gehörten August von Brandis, Max Liebermann, Lovis Corinth, Ernst Oppler und Max Slevogt zu den bedeutendsten Vertretern dieser Richtung. Eine bedeutende lokale, noch zu wenig beachtete Spielart des deutschen Impressionismus war der sogenannte „Schwäbische Impressionismus“. Als Wegbereiter dieser Schule gilt Albert Kappis. Ihre Hauptvertreter waren Otto Reiniger, Hermann Pleuer, Christian Landenberger und Erwin Starker.

## Maltechniken
Die Maltechniken der Impressionisten wie Pastos und Alla-prima-Malerei unterscheiden sich deutlich vom handwerklichen Vorgehen der klassischen Ölmalerei. Dies wurde ab Mitte des 19. Jahrhunderts durch die erstmalige Verfügbarkeit industriell gefertigter Farben (Teerfarben wie z. B. Mauvein und Fuchsin, insbesondere Azofarbstoff wie Anilingelb) und weiteren Künstlerbedarfs begünstigt. So gab es beispielsweise Ölfarben in Tuben, was die Freiluftmalerei erst ermöglichte.
Die Impressionisten bevorzugten helle, reinbunte Farben und setzten komplementäre Farbwerte fleckig oder Komma-artig (virgulisme) nebeneinander, die sich erst aus einiger Entfernung im Auge des Betrachters vermischen sollten. Dadurch erzielten sie eine intensivere, zuweilen auch vibrierende Farbigkeit. Der Pinselduktus war deutlich zu erkennen. Die Farben wurden manchmal auch nicht auf der Palette, sondern auf der Leinwand gemischt. Fast alle Impressionisten betrieben eine Alla-prima-Malweise, bei der ohne Untermalung die Farbe direkt auf die grundierte Leinwand aufgetragen und möglichst nicht korrigiert wurde. Ein Nachteil dieser Methode war, dass eine stärkere Rissbildung entstehen konnte. Dies wurde jedoch hingenommen.
Die Bilder wurden in einer skizzenhaften Art gemalt, die es ermöglichte, die Reflexe des Lichts rasch einzufangen. Die Bildtiefe entstand durch Größenstaffelung, Überschneidungen und Verwendung der Linearperspektive.

## Rezeption

### Ära der Sezessionen – Société des Artistes Indépendants (1884)
1884 gründeten etwa 400 zurückgewiesene und mit dem ganzen System Unzufriedene einen zweiten jährlichen Salon, veranstaltet von der Société des Artistes Indépendants, der Gesellschaft der unabhängigen Künstler. Ohne Jurierung sollte er allen Künstlern offenstehen. Die Idee hatte Albert Dubois-Pillet (1845–1890), der dann auch Sekretär und Vizepräsident der Vereinigung wurde, ein Hobbymaler, Freimaurer und von Beruf Gendarmerieoffizier. Die Versammlung zur Diskussion der Statuten leitete Odilon Redon (1840–1916), der seit 1879 vor allem als Zeichner und Graphiker hervorgetreten war. Ende 1884 fand ein erster juryfreier Salon der Unabhängigen statt.
Mit der Gründung der Indépendants begann die Ära der später so genannten Sezessionen, der Abspaltungen. An der Wende zum 20. Jahrhundert sollten in ganz Europa und Amerika, selbst in Japan, immer neu sich formierende Sezessionen zur wichtigsten Triebkraft der Neuerungen werden.
Ein zweiter Salon der Unabhängigen kam erst 1886 zustande, und 1890/91 erfuhren die Unabhängigen bereits selbst das nun permanent werdende Schicksal des Auszugs von Unzufriedenen. Sie begründeten unter Führung des alten Meissonier die sich etwas elitär gebärende, wieder jurierende Société nationale des beaux-arts, kurz die Nationale.
Salon und öffentliche Aufträge wurden für den Fortgang der Kunst und für das ideelle und finanzielle Schicksal der Künstler zusehends unwichtiger. Die Künstler mussten ihre Position jetzt vielmehr gegenüber einer neuen kulturellen Macht, dem Kunsthandel, zu bestimmen suchen.

### Nachwirkungen und Einflüsse
Nachwirkungen und Einflüsse der impressionistischen Malerei finden sich in den Artikeln über den Neoimpressionismus:

## Galerie

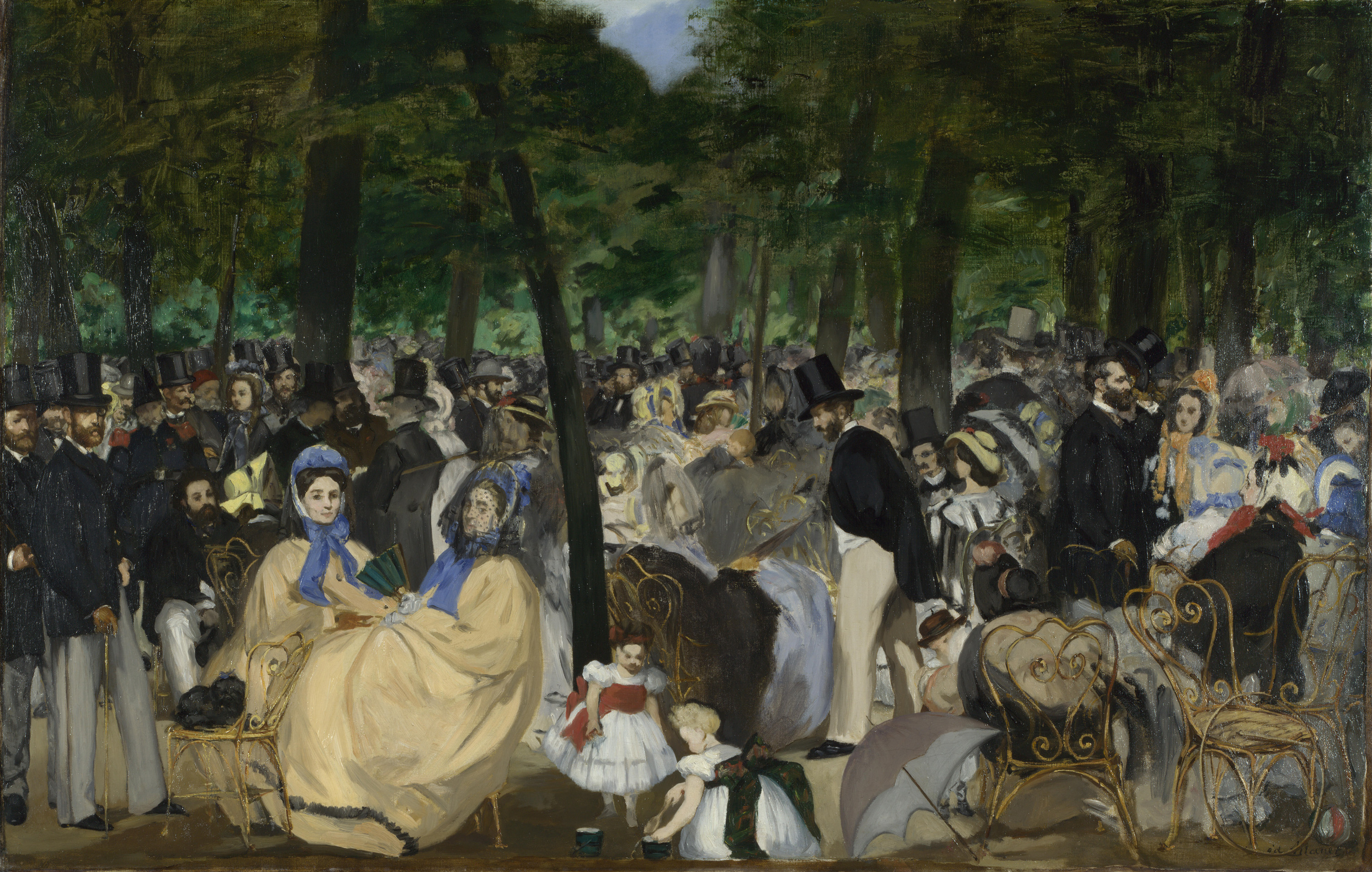
Édouard Manet, Musik in den Tuilerien, 1862, National Gallery, London
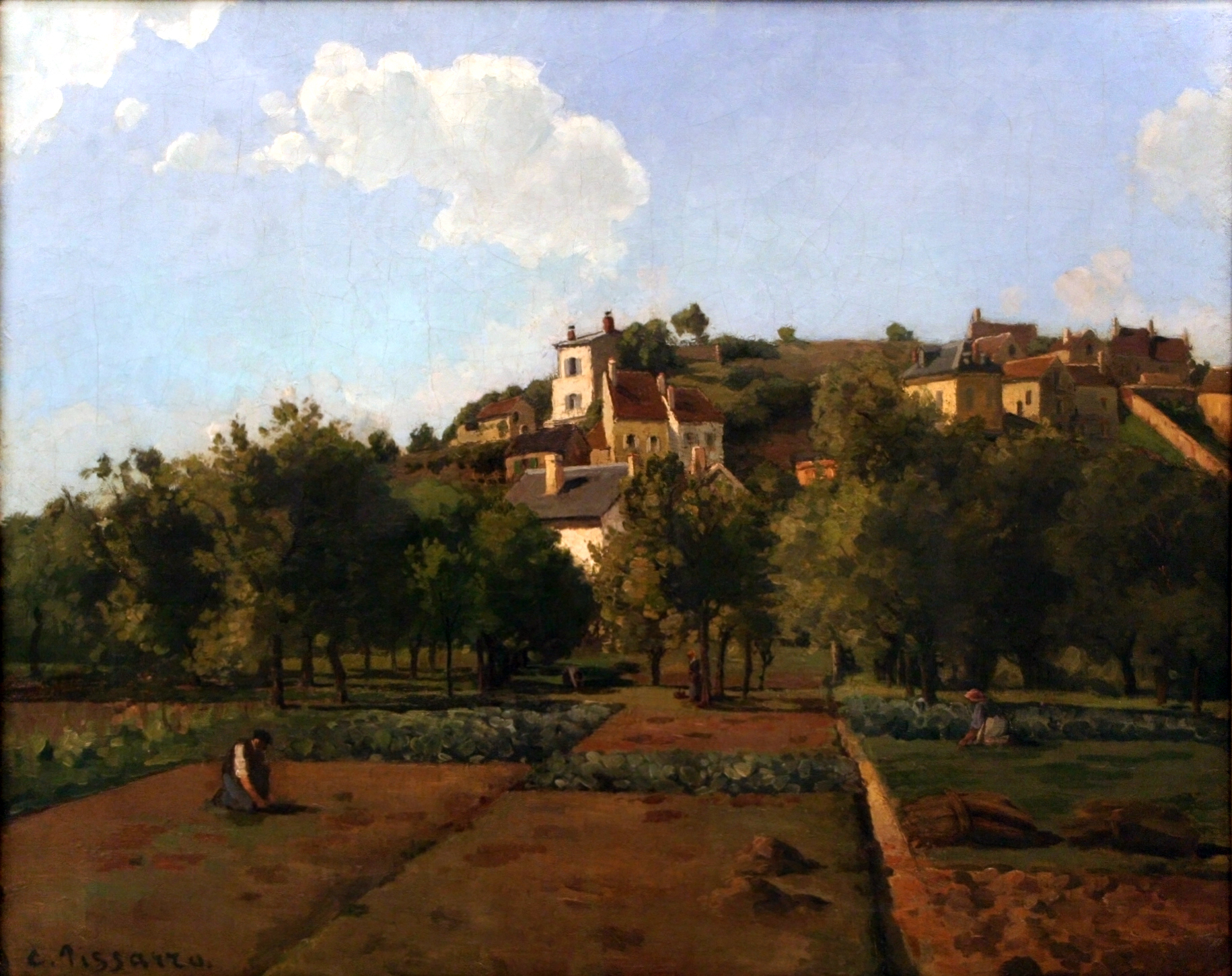
Camille Pissarro, Pointoise, 1867, Nationalgalerie Prag, Prag
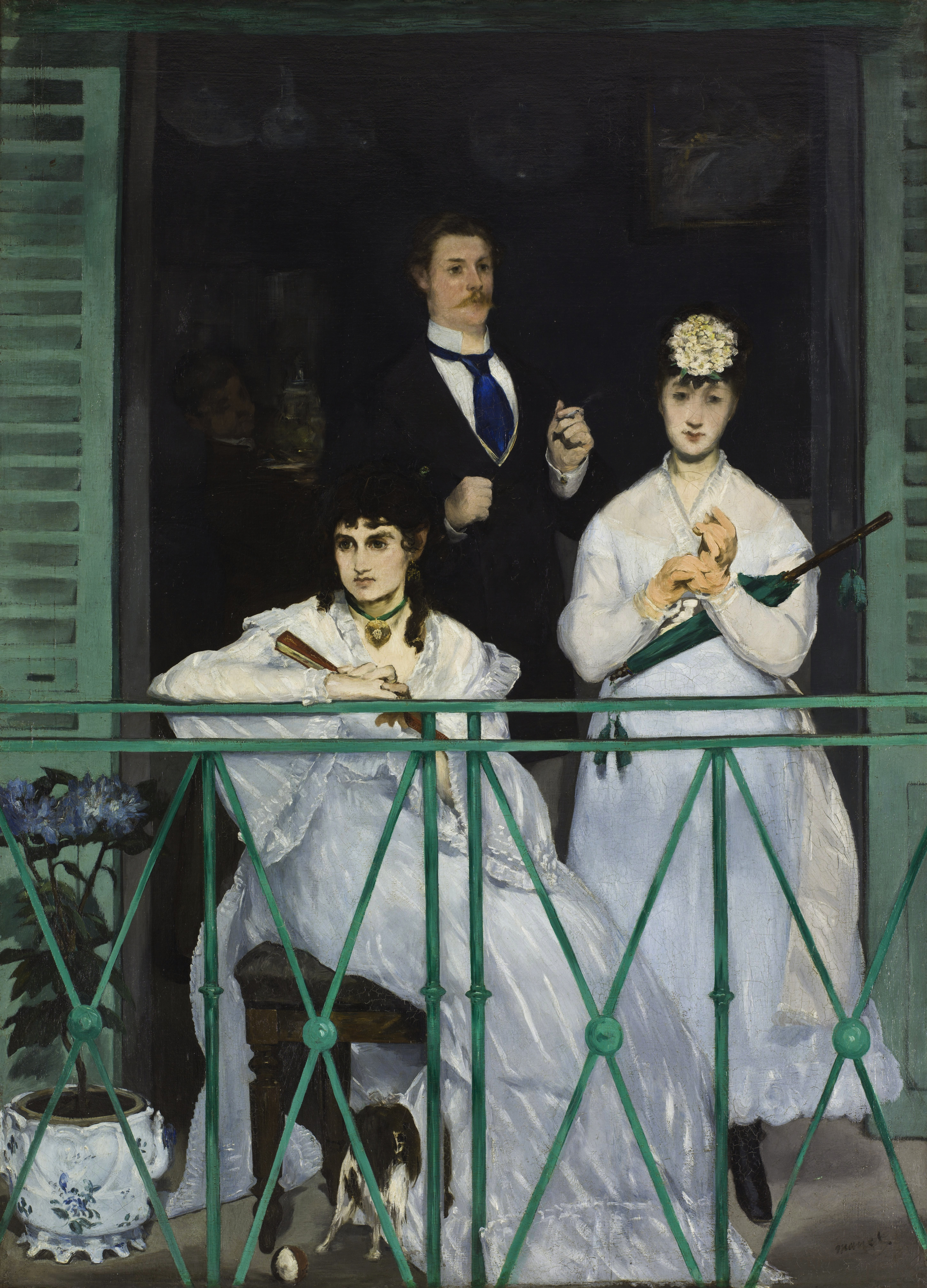
Édouard Manet, Der Balkon, 1868–1869, Musée d’Orsay, Paris
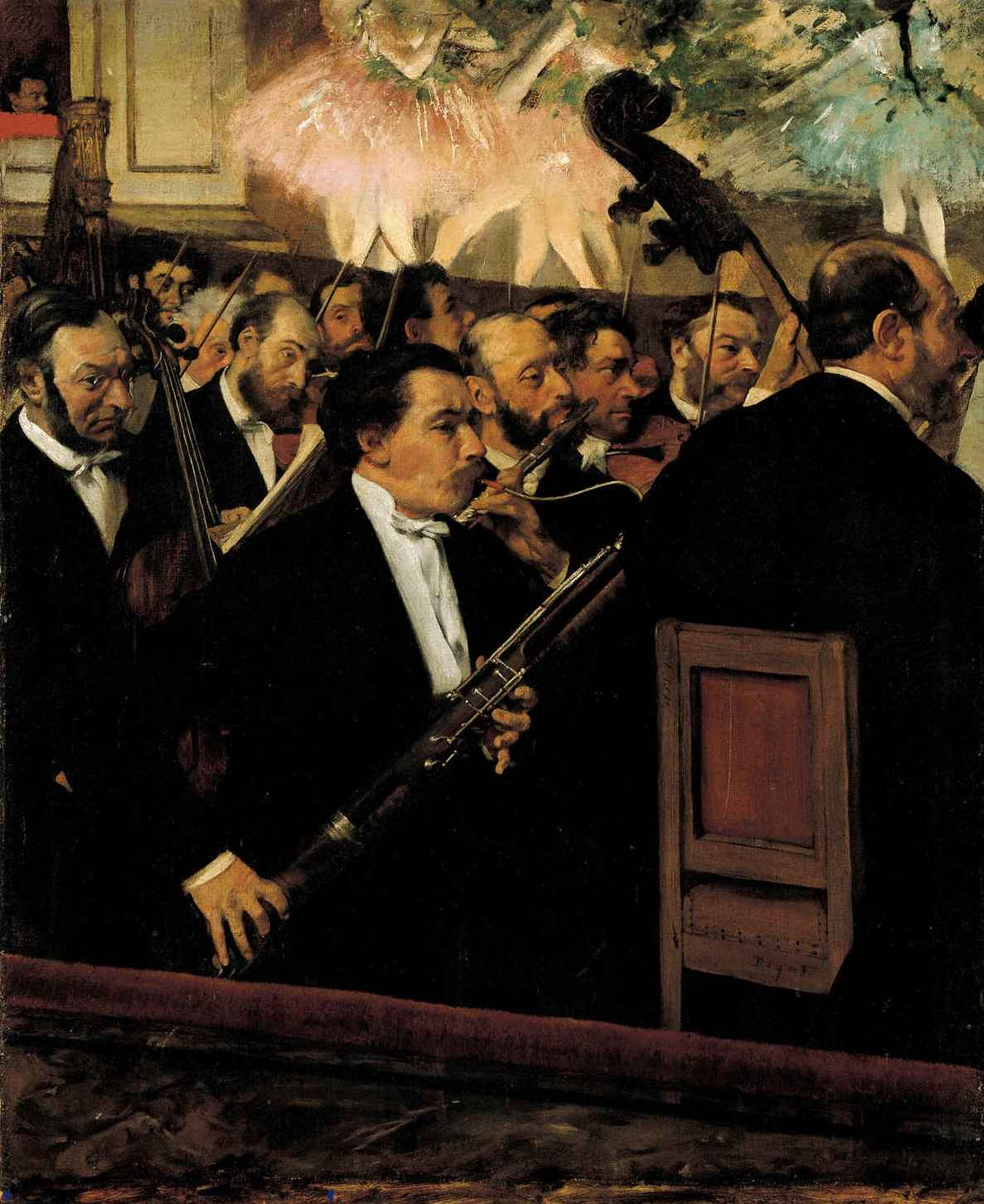
Edgar Degas, Das Orchester der Opera, 1870, Musée d’Orsay, Paris
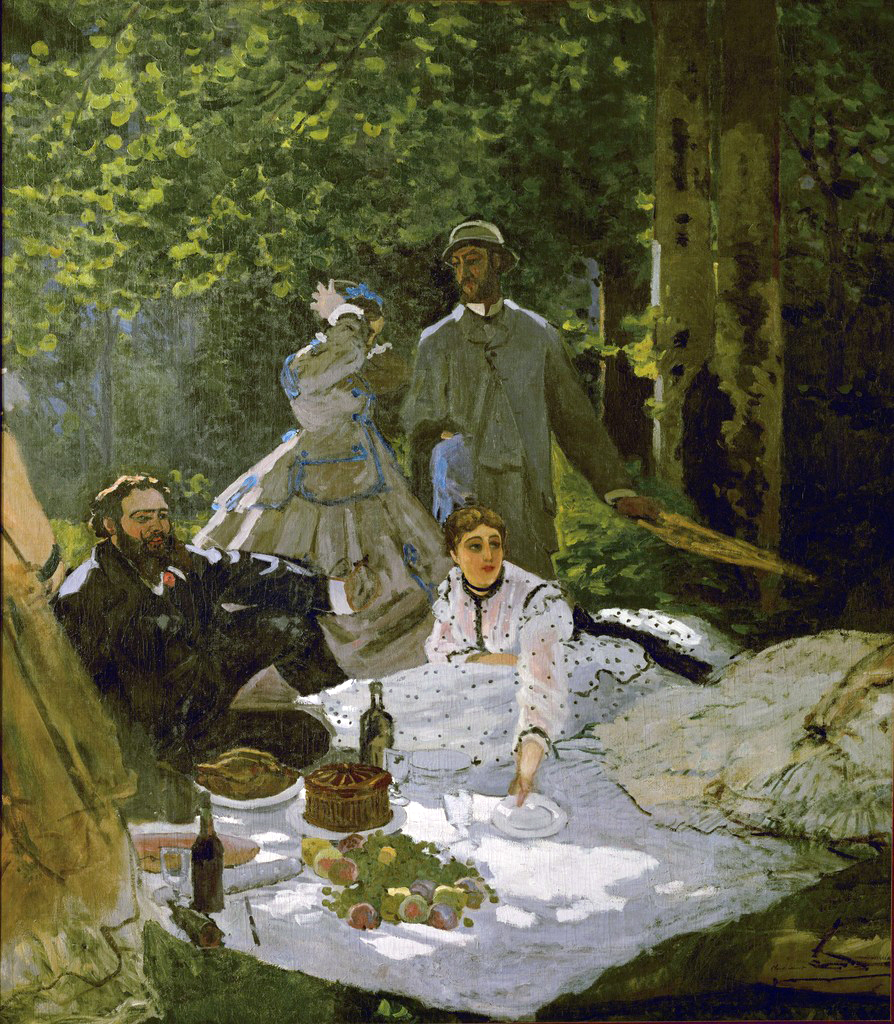
Claude Monet, Déjeuner sur l'herbe (rechtes Fragment), 1865–1866, Musée d’Orsay, Paris
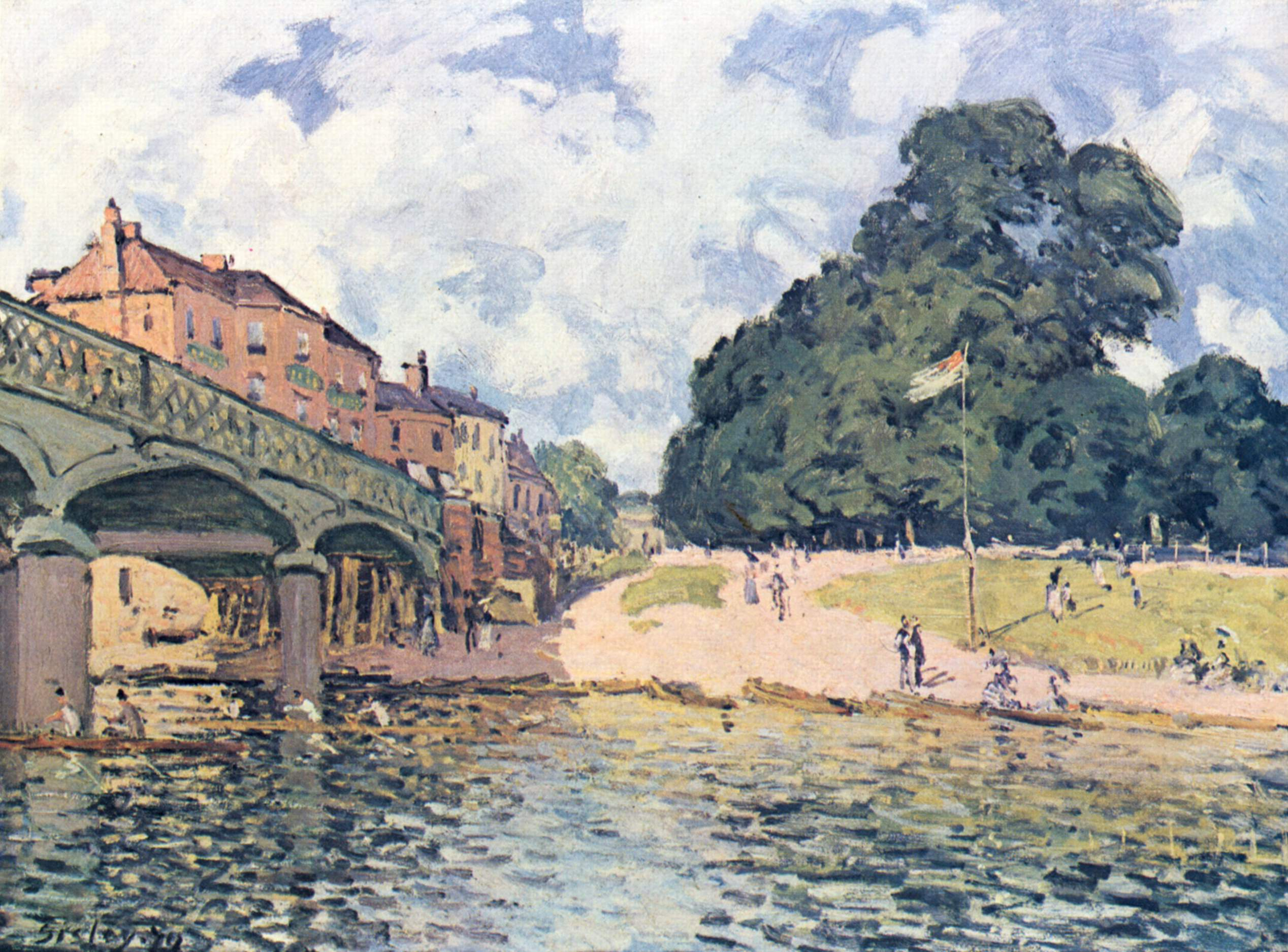
Alfred Sisley, Brücke von Hampton Court, 1874, Wallraf-Richartz-Museum, Köln
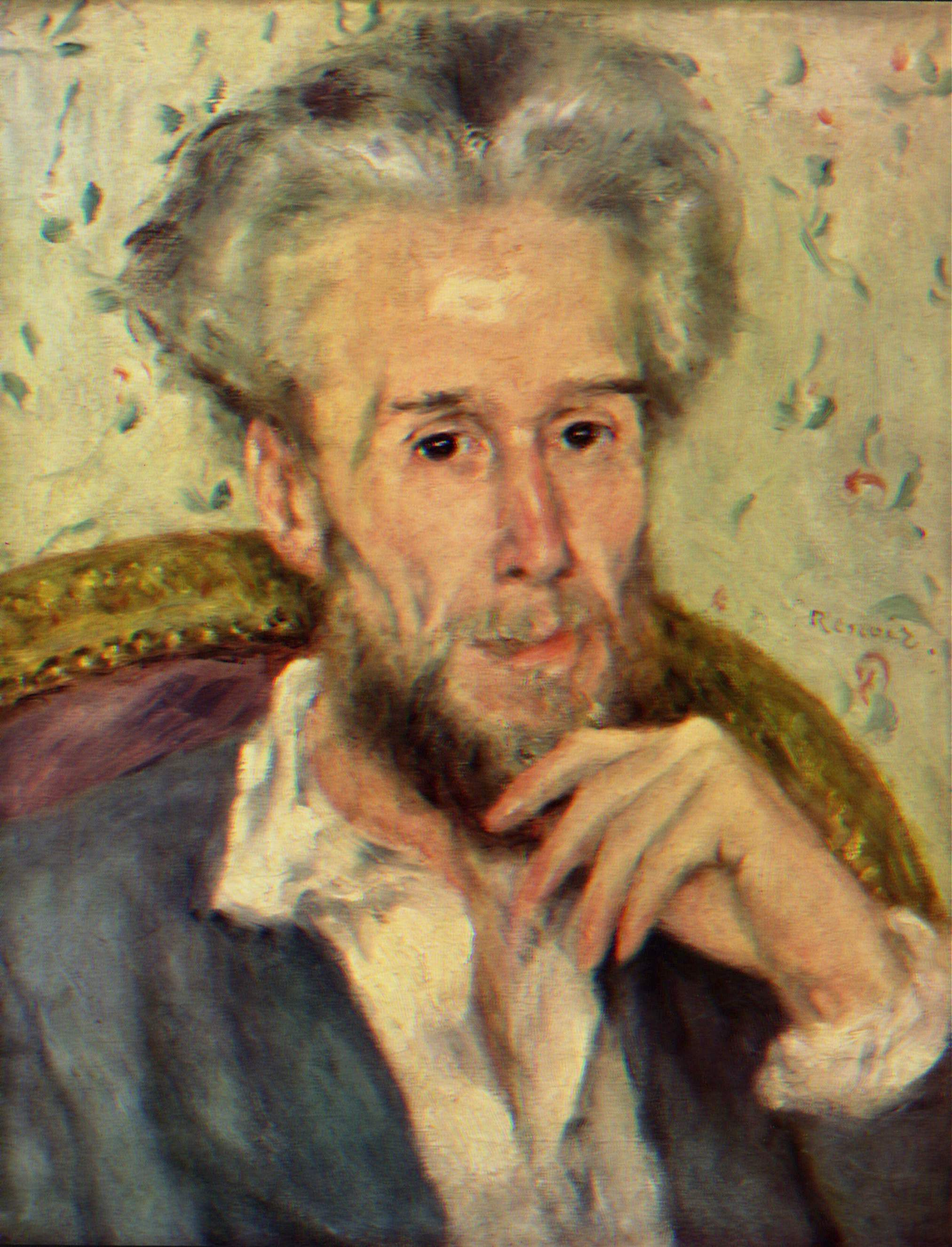
Pierre-Auguste Renoir, Bildnis des Victor Chocquet, 1876, Sammlung Oskar Reinhart, Winterthur
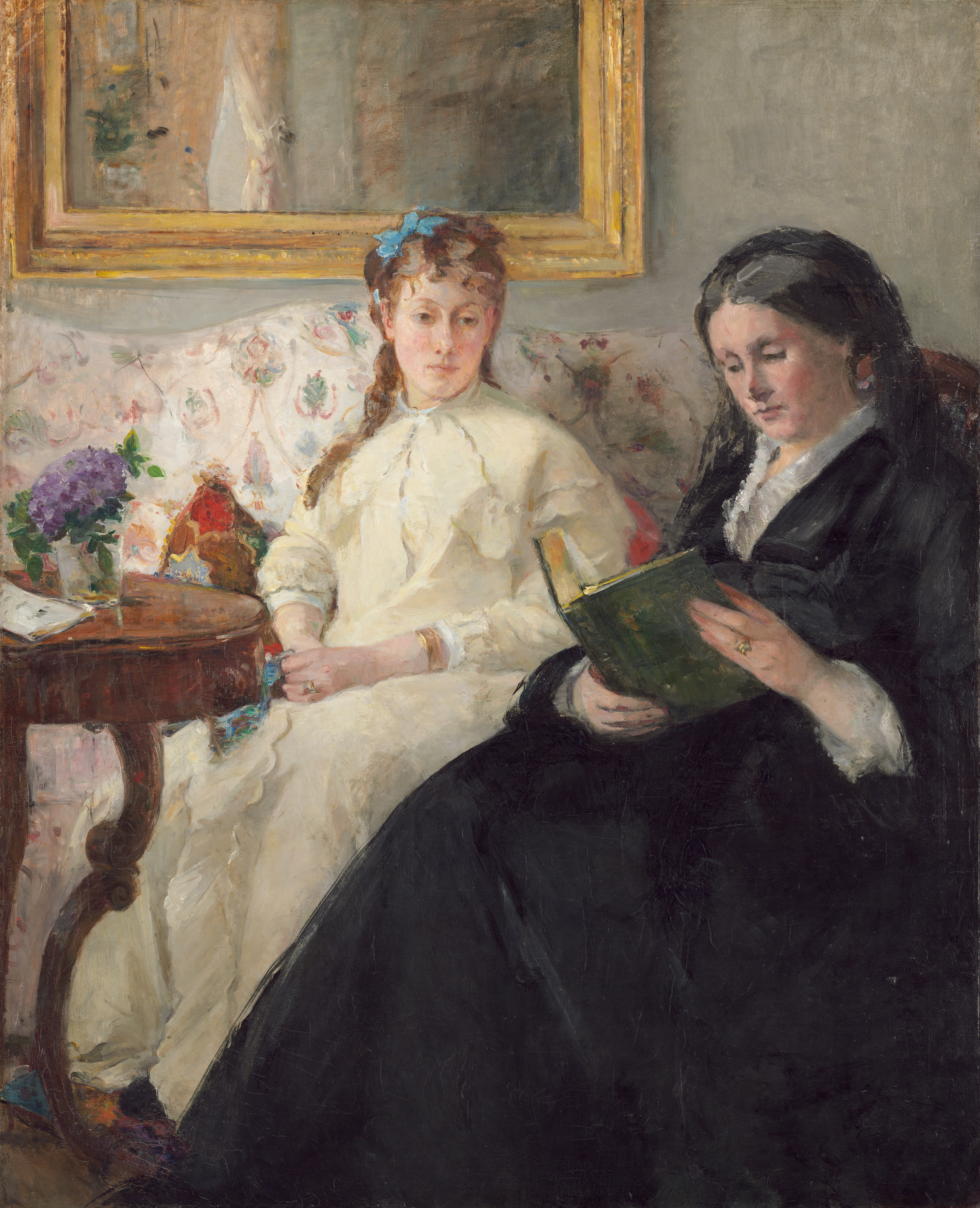
Berthe Morisot, Portrait de Mme Morisot et de sa fille Mme Pontillon , 1869–1870, National Gallery of Art, Washington
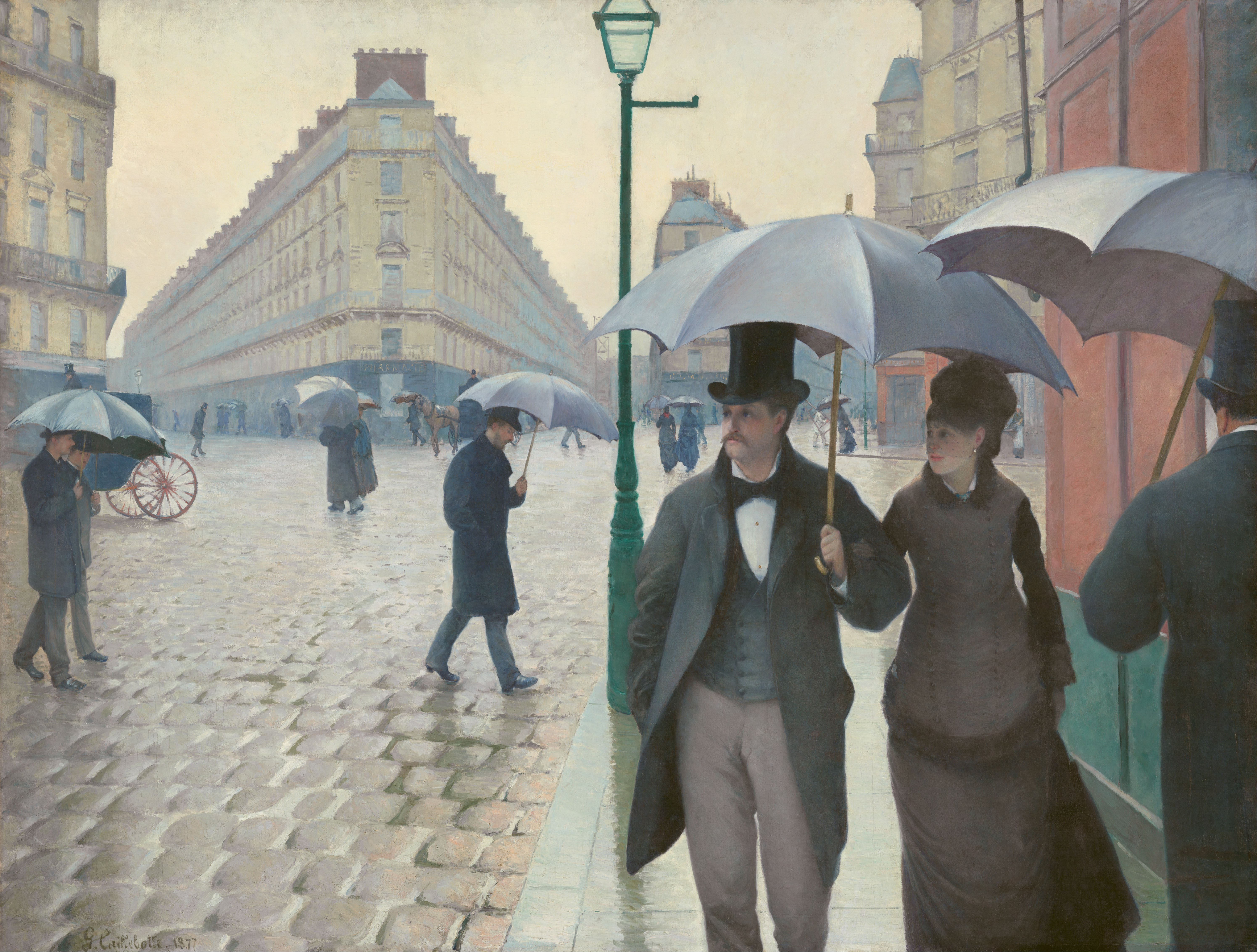
Gustave Caillebotte, Straße in Paris an einem regnerischen Tag, 1877
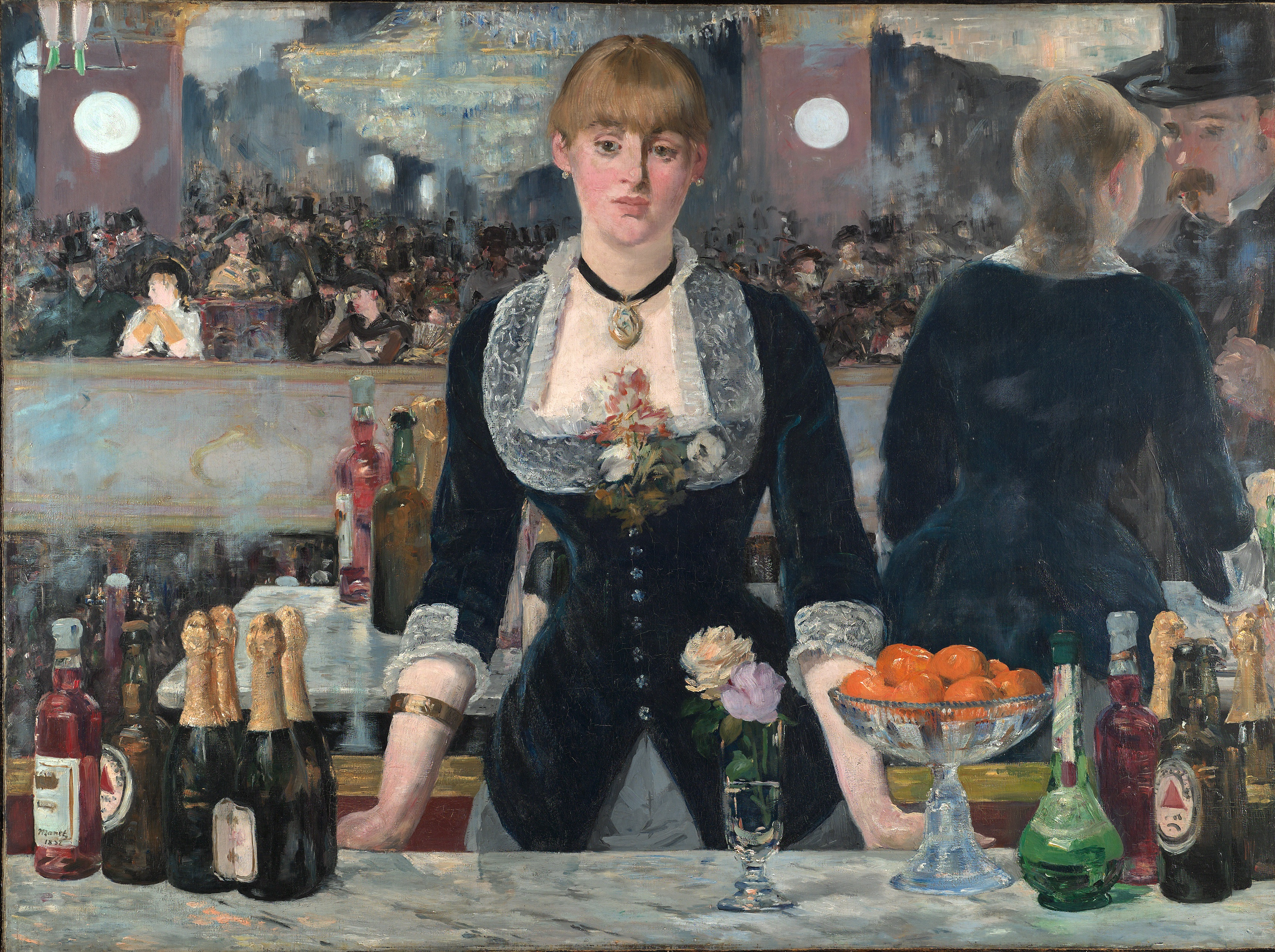
Édouard Manet, Bar in den Folies-Bergère, 1881–1882, Courtauld Institute of Art, London
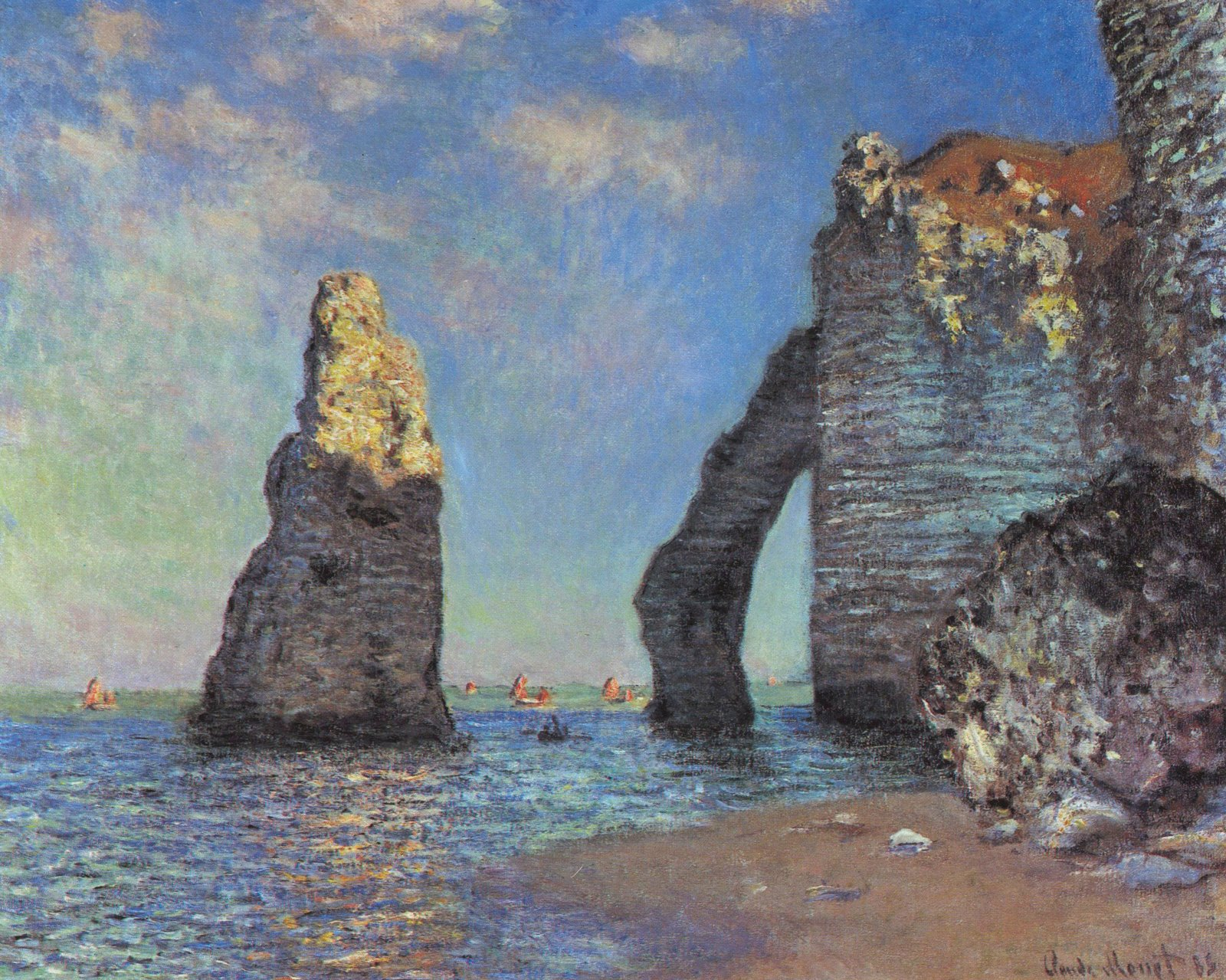
Claude Monet, Die Klippen bei Etretat, 1885, Sterling and Francine Clark Art Institute, Williamstown (United States)
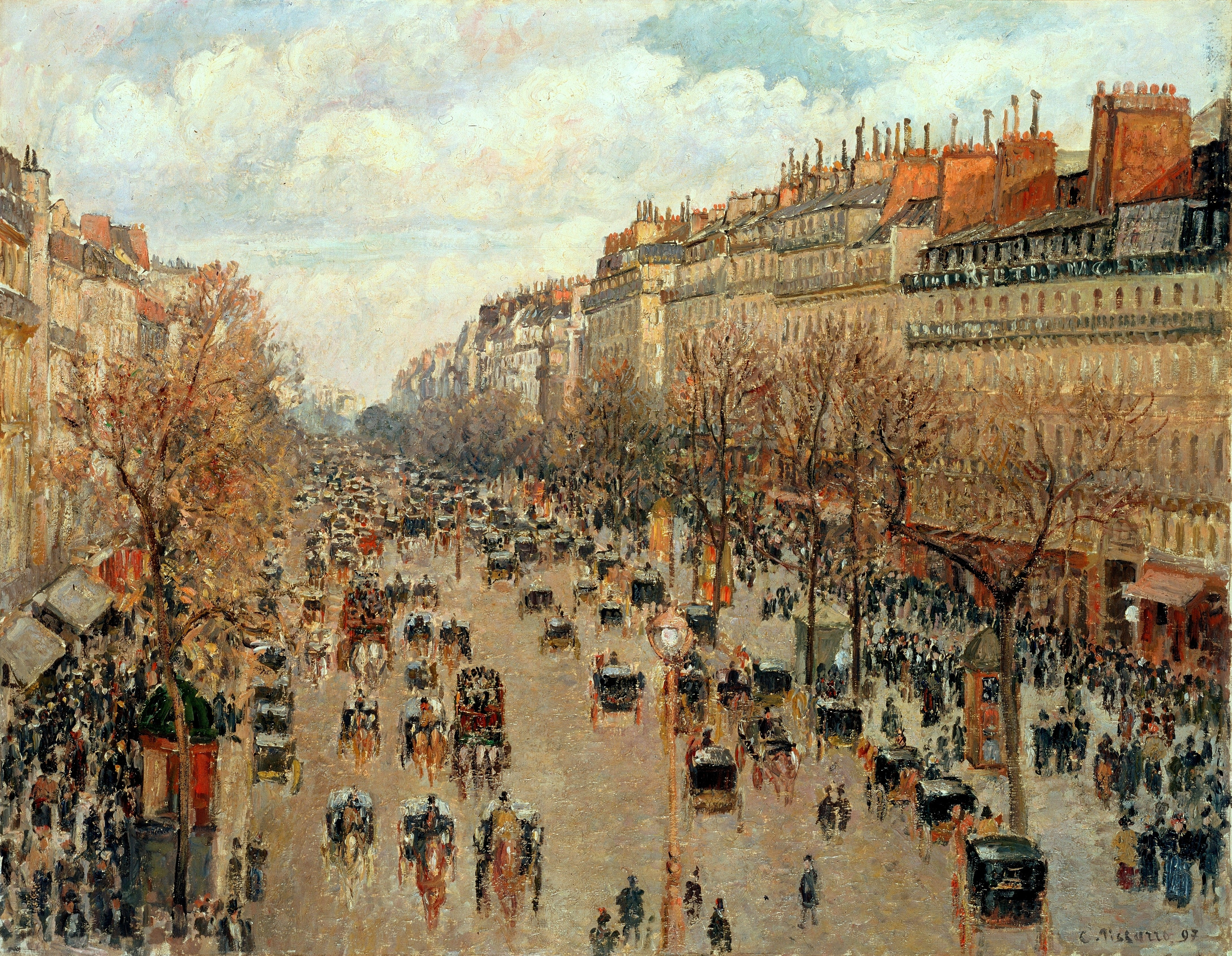
Camille Pissarro, Boulevard Montmartre, 1897, Eremitage, Sankt Petersburg
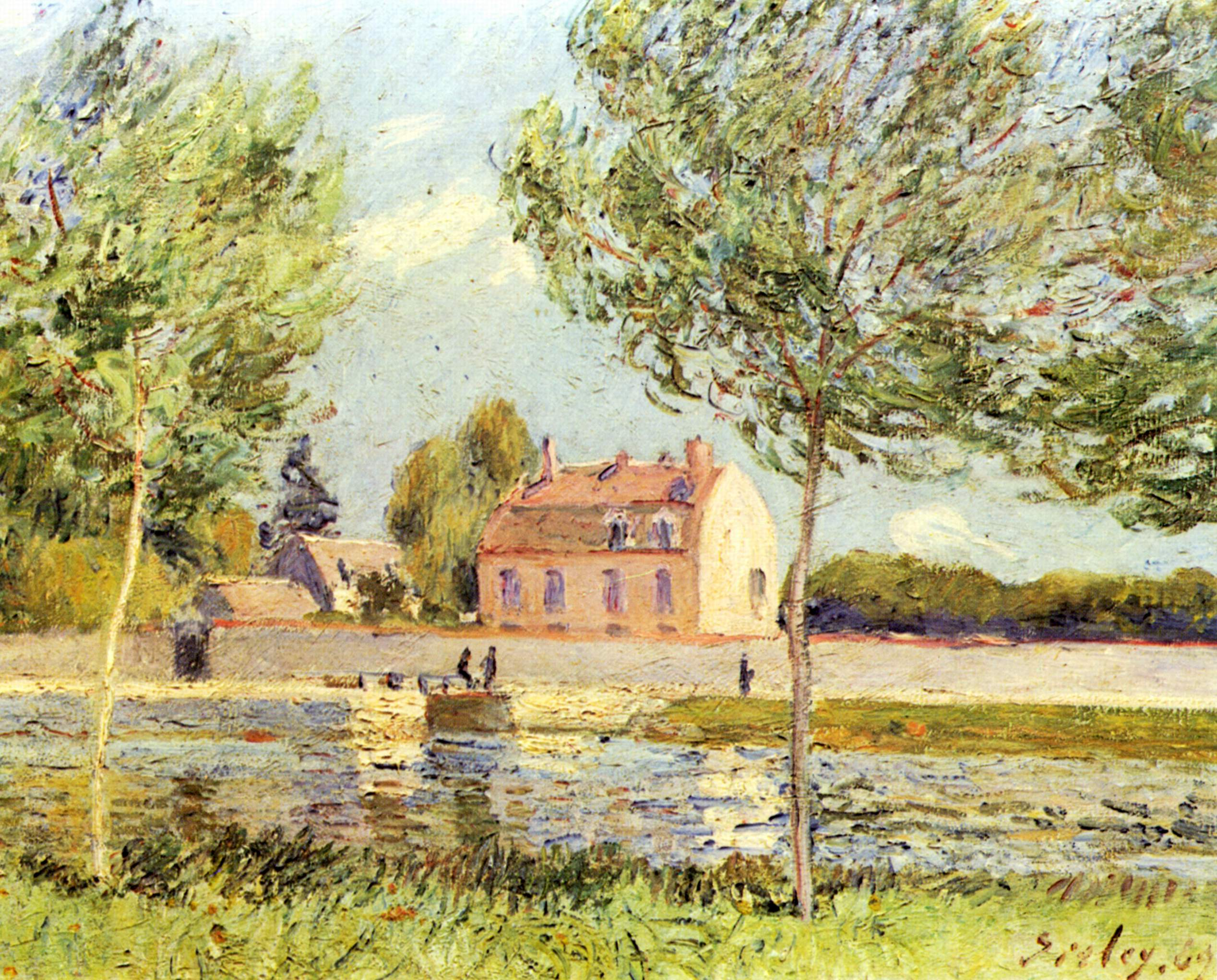
Alfred Sisley, Häuser am Ufer der Loing, 1889, Privatsammlung
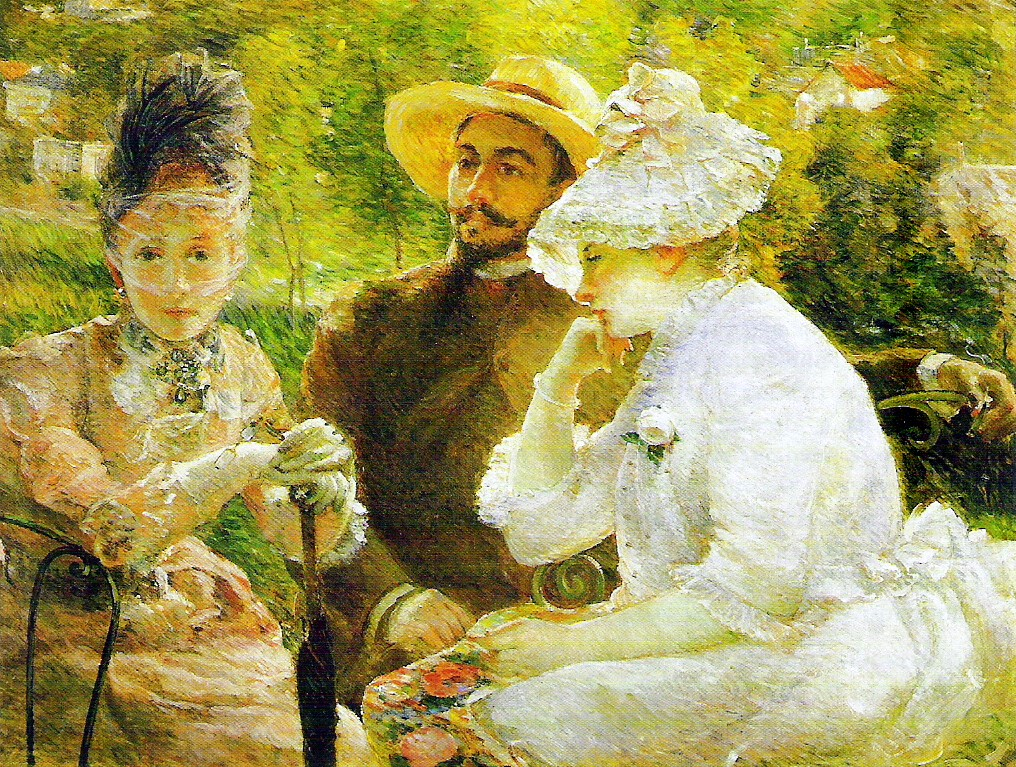
Marie Bracquemond, Auf der Terrasse in Sèvres, 1880, Musée du Petit Palais, Genf
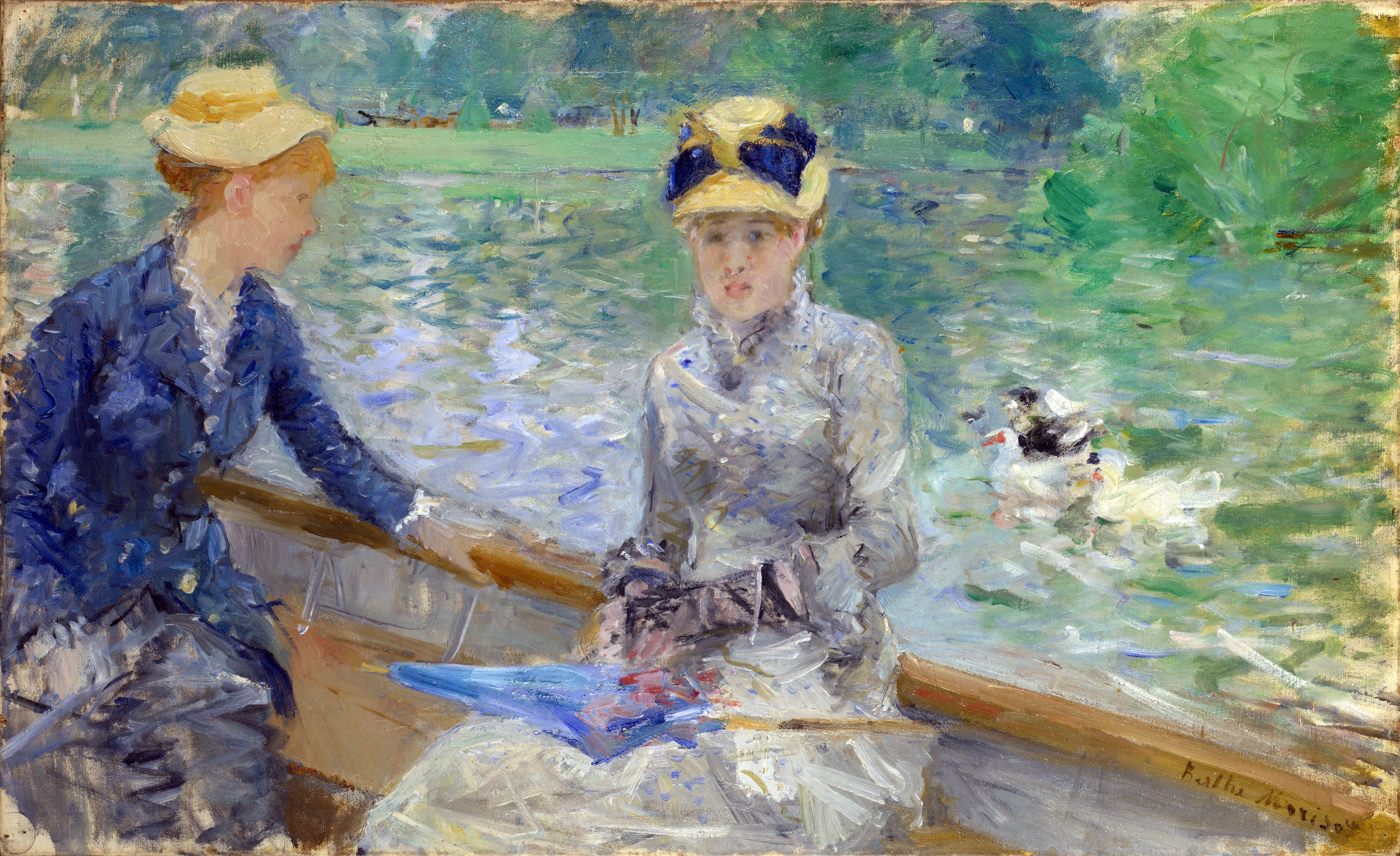
Berthe Morisot, Sommertag, 1879, National Gallery (London)

## Liste der Maler des Impressionismus
- → Liste der Maler des Impressionismus

## Film
- Sensation Impressionismus. Dokumentation, Frankreich, 2010, 52 Min., Buch und Regie: François Lévy-Kuentz, Produktion: arte France, Scotto Productions, La Réunion des Musées-Nationaux, Le Musée d’Orsay, deutsche Erstausstrahlung: 28. Oktober 2012 bei arte, Inhaltsangabe von ARD mit Fotos.

## Hörbücher
- Camille Monet und die Anderen – Die Modelle der Impressionisten, ISBN 3-936301-06-9, eine Koproduktion mit der Kunsthalle Bremen.